# Minkowski-dimenzió
A Minkowski-dimenzió vagy Minkowski–Bouligand-dimenzió (ismert dobozdimenzió és kapacitásdimenzió néven is), egy eljárás halmazok, főleg fraktális halmazok dimenziójának kiszámítására. Hasonlít a jóval népszerűbb Hausdorff-dimenzióra, de annál könnyebben kezelhető módszert ad.
Általában bármilyen (X,d) metrikus térben lévő S halmaz dimenzióját ki lehet vele számolni, de legtöbbször Rn-beli halmazokra szorítkozunk.
Mint a neve is mutatja, egyszerű leszámlálással határozhatjuk meg a halmaz dimenzióját, a halmazt egyenlő méretű „kockákkal” lefedjük, és vizsgáljuk, hogyan változik a szükséges kockák mennyisége az élhossz függvényében. Ha ez a függvény konvergens, akkor a határértéke lesz a halmaz dimenziója.

## Definíciója
Legyen {\displaystyle S\in \mathbf {R} ^{n}} halmaz és {\displaystyle r\in \mathbf {R} }. Fedjük le S-t r élhosszúságú diszjunkt kockákkal, azaz keressük azt a legkisebb F halmazt, ami előáll r élhosszúságú diszjunkt kockák uniójaként és {\displaystyle S\in F}. Legyen e kockák száma Nr. Ha az élhosszt változtatjuk, akkor természetesen Nr is változik, azaz értelmezhető az Nr(S) sorozat. Ha ez a sorozat konvergens, akkor S Minkowski-dimenziója
{\displaystyle \dim(S)=\lim _{r\to 0}{\frac {\log N_{r}(S)}{\log {\frac {1}{r}}}}=\lim _{n\to \infty }\log _{n}N_{n}(S)}, az utolsó kifejezés n osztópontra vonatkozik.
A lefedő halmaz miatt az így definiált dimenziót külső dimenziónak is nevezik.
Ha a határérték nem létezik, akkor is értelmezhető a fedő és az S által lefedett két halmaz, ezek elemszámának limesz szuperiorja és limesz inferiorja lesz a halmaz külső és belső dimenziója.
Kockázás helyett lehetséges a sok esetben kényelmesebben kezelhető Rn-beli gömböket is használni. Ennek a hátránya, hogy nem diszjunkt halmazokkal tudjuk csak lefedni S-t, viszont az elv természetesen vihető át más halmazokra. Az értelmezés ugyanaz marad, csak itt nem a fedő gömbök számát kell érteni, hanem a legkevesebb fedő gömböt tartalmazó halmaz elemszámát.

## Tulajdonságai
- Bármely halmaz Minkowski-dimenziója nem kisebb a Hausdorff-dimenziójánál:

{\displaystyle \dim _{H}(S)\leq \dim _{M}(S)}
- A „klasszikus” ponthalmazokra a hagyományos dimenzióval azonos értéket ad, azaz egy négyzet dimenziója kettő, a körvonalé 1 stb. Annyival erősebb a hagyományos dimenziófogalomnál, hogy a síkidomoktól eltérő ponthalmazok esetén is jól értelmezhető, az elvárthoz közeli értéket ad.
- Egyenértékű azzal, hogy arányos a lefedő kockák élhosszának egy megfelelő hatványával:

{\displaystyle N_{r}(S)=C\left({\frac {1}{r}}\right)^{\dim S}}

## Kiszámítása

### Példaszámítás
A könnyű áttekinthetőség miatt legtöbbször síkidomokra szokás vonatkoztatni a Minkowski-dimenziót, így itt is ilyen példák szerepelnek főleg. Két példát mutatunk azonban testekre is.

#### Szakasz Minkowski-dimenziója
Vegyünk egy a hosszúságú szakaszt. Ezt le tudjuk fedni {\displaystyle r={\frac {a}{n}}} oldalhosszúságú négyzetekkel, ahol {\displaystyle n\in \mathbf {N} }, méghozzá n darabbal. Így a lefedő négyzetek száma
{\displaystyle N_{r}={\frac {a}{r}}},
amit a definícióba írva kapjuk, hogy
{\displaystyle \dim(S)=\lim _{r\to 0}{\frac {\log N_{r}}{\log {\frac {1}{r}}}}=\lim _{r\to 0}{\frac {\log a+\log {\frac {1}{r}}}{\log {\frac {1}{r}}}}=\lim _{r\to 0}\left({\frac {\log a}{\log {\frac {1}{r}}}}+{\frac {\log {\frac {1}{r}}}{\log {\frac {1}{r}}}}\right)}.
A határérték alatti összeg első tagjának értéke 0, a kifejezés második tagja pedig triviálisan 1, így
{\displaystyle \dim(S)=1}, amit el is vártunk.

#### Körvonal Minkowski-dimenziója
A körvonal esetén egy kicsit más módszerhez folyamodunk, ami majd a véletlen fraktálok esetén lesz hasznos. Lényegében nem az {\displaystyle N_{r}(S)} sorozatot határozzuk meg, hanem ennek bizonyos r értékekre felvett értékét, majd ebből próbálunk következtetni a dimenzióra. Egyszerűbb esetekben könnyen fel tudjuk írni a megfelelő sorozatot, és így a határérték megállapítható. Ez a helyzet jelen esetben is.
Ha a kört egy négyzettel lefedjük, majd a négyzet oldalain n egyenletesen elhelyezkedő osztópontot veszünk fel, akkor könnyen leszámolhatjuk, hogy a körvonal hány négyzetet metsz. Így a következő sorozatot kapjuk:
| Osztópontok száma ({\displaystyle n}) | Lefedett négyzetek ({\displaystyle N_{n}(S)}) |
| ------------------------------------- | --------------------------------------------- |
| 1                                     | 4                                             |
| 2                                     | 8                                             |
| 3                                     | 12                                            |
| 4                                     | 16                                            |
| 5                                     | 20                                            |

Láthatóan a sorozat az {\displaystyle N_{n}(S)=4n} alakot ölti. Innen a dimenzió már könnyedén meghatározható:
{\displaystyle \dim S=\lim _{n\to \infty }{\frac {\log N(n)}{\log n}}=\lim _{n\to \infty }\log _{n}4n=\lim _{n\to \infty }\left(\log _{n}4+\log _{n}n\right)=0+1=1},
ahogy az elvárásunk is volt.

#### Sierpiński-szőnyeg dimenziója

Sierpiński-szőnyeg

A Sierpiński-szőnyeg egy kellemesen egyszerű fraktál a Minkowski-dimenzió számítására. A következő iteráció segítségével lehet létrehozni egy négyzetből:
1. A négyzetet oszd fel kilenc egyenlő részre az oldalak harmadolópontjainál
2. A középső négyzetet vágd ki
3. Ismételd a megmaradó négyzetekkel

Mivel a Minkowski-dimenzió a lefedésekkel jellemezhető, a fenti iteráció egyben kiszámítási módot is ad. A négyzetek élhossza ugyanis n iterációs lépés után {\displaystyle 3^{-n}}, a lefedő négyzetek száma pedig {\displaystyle 8^{n}}. Ezeket a definícióba helyettesítve kapjuk:
{\displaystyle \dim S=\lim _{n\to \infty }{\frac {\log 8^{n}}{\log {\frac {1}{3^{-n}}}}}=\lim _{n\to \infty }{\frac {n\log 8}{n\log 3}}=\lim _{n\to \infty }{\frac {\log 8}{\log 3}}=\log _{3}8\approx 1,89278926071437231130}

#### Henger dimenziója
Fedjük le a hengert egy négyzetes oszloppal. Ha ennek alapéleit s részre osztjuk, akkor az alaplapot s2 kocka fedi le. A henger alapját ekkor {\displaystyle \left\lceil \pi {\frac {s^{2}}{4}}\right\rceil } kocka fedi le. A hengert több réteg kockával tudjuk lefedni, a rétegek számát a henger sugarának és magasságának aránya adja meg: {\displaystyle {\frac {h}{r}}s}. A hengert tartalmazó kockák száma tehát:
A Minkowski-dimenzió a kifejezés s alapú logaritmusának határértéke, ha {\displaystyle s\to \infty }.

### Véletlen fraktálok
A véletlen fraktálok esetén reményünk sincsen analitikus alakban felírni a ponthalmaz függvényét, ezért az egyetlen módszer az marad, hogy a fedő téglát n részre osztva felvesszük az N(n) függvényt, és annak viselkedéséből következtetünk a dimenzióra. Ilyen módon ugyanis kaphatunk egy {\displaystyle (\dim S)_{n}} közelítő sorozatot, aminek konvergenciája esetén a határérték lesz a fraktál dimenziója:
{\displaystyle \dim S=\lim _{n\to \infty }\left((\dim S)_{n}\right)=\lim _{n\to \infty }{\frac {\log N(n)}{\log n}}},
ami éppen a definíciós képlet, mivel n a tégla élhosszának reciproka, azaz az osztópontok száma, ha a kiindulási tégla oldalait egységnyinek tekintjük. Példaként nézzük Nagy-Britannia dimenzióját!
Az ábrát megvizsgálva azt látjuk, hogy {\displaystyle n=7} osztópont esetén 23 négyzet fedi a szigetet, egyet pedig teljesen lefed a sziget. Felezve a téglákat, 69 fedi, 16-ot pedig fed a térkép. Egy újabb felezés után 227 fed és 96 fedett. A számítás ez alapján:
| n  | N   | logN / logn     | N' | logN' / logn    |
| -- | --- | --------------- | -- | --------------- |
| 7  | 23  | 1,6113252800759 | 1  | 0               |
| 14 | 69  | 1,6044011083361 | 16 | 1,0505981401488 |
| 28 | 227 | 1,6280363347795 | 96 | 1,3697683253024 |

Ez alapján a dimenzió kb. 1,49890233004096, azaz kb. 1,5. Ez megfelel a várakozásunknak, a sziget ugyanis vonalnál több, de „hagyományos“ síkidomnál kevesebb.
Természetesen ez az eljárás nem véletlen fraktálok esetén is alkalmazható.

## Fordítás
- Ez a szócikk részben vagy egészben  a   Box-counting dimension című angol Wikipédia-szócikk fordításán alapul.  Az eredeti cikk szerkesztőit annak laptörténete sorolja fel. Ez a jelzés csupán a megfogalmazás eredetét és a szerzői jogokat jelzi, nem szolgál a cikkben szereplő információk forrásmegjelöléseként.